# Aram Galstyan
Aram Galstyan (armenisch Արամ Գալստյան, * 1977 in Jerewan, Armenien) ist ein armenischer Maler.

## Leben
Aram Galstyan absolvierte 2001 ein Studium an der Staatlichen Pädagogischen Universität Jerewan (Bildende Kunst). Bis 2005 war er als Dozent für Graphik an der Staatlichen Fachhochschule für schöne Künste in Jerewan tätig. Durch ein Stipendium des Kulturvereins „Mecklenburg inspiriert“ (2002, 2003) folgten die ersten Aufenthalte in Mecklenburg-Vorpommern, in das er 2005 übersiedelte. 2010 absolvierte er sein Studium im Lehramt für Sonderpädagogik (Universität Rostock), seit 2012 arbeitet er als Kunstlehrer an der Kinder- und Jugendkunstakademie Rostock. Ebenso gibt er regelmäßige Kurse für Ölmalerei an der Kunstschule Rostock.
Galstyan beschäftigt sich zudem mit dem Thema Fotografie. 2019 erschien im Lukas-Verlag Berlin der Bildband Mosaiki-Bruchstücke einer Utopie: Mosaiken im postsowjetischen Raum (mit Katja Koch), in dem öffentliche Bildkunst im postsowjetischen Raum gezeigt wird.

## Ausstellungen (Auswahl)
- 2002 und 2003 Einzelausstellungen in Kühlungsborn
- 2005 Einzelausstellung in Venedig
- 2009 Gruppenausstellung in der Landesvertretung Mecklenburg-Vorpommerns in Berlin
- 2011 Gruppenausstellung in der Galerie Schloss & Gut Liebenberg
- 2014 Einzelausstellung im Zentrum Kirchlicher Dienste, Rostock
- 2016 Einzelausstellung im Rahmen der Architektur-Tagung „Alles Platte oder was“?, Rostock
- 2020 Einzelausstellung in der Hochschule für Musik und Theater (HMT) Rostock
- 2023 Einzelausstellung in der Galerie des Städtischen Museums Eisenhüttenstadt[6][7]